# Joseph Mermans
Joseph Mermans (Merksem, 1922. február 16. – Wildert, 1996. január 20.), gyakran egyszerűen Jef Mermans belga labdarúgócsatár. Négy alkalommal lett a belga bajnokság gólkirálya.
A belga válogatott tagjaként részt vett az 1954-es labdarúgó-világbajnokságon.